# Sherlock Holmes nel tempo e nello spazio
Sherlock Holmes nel tempo e nello spazio (Sherlock Holmes Through Time and Space) è una raccolta di quindici racconti di fantascienza, giallo e umorismo curata da Isaac Asimov avendo come tema il mondo di Sherlock Holmes.

## Elenco dei racconti
L'antologia è una raccolta di racconti più o meno brevi:
- L'avventura della zampa del diavolo (The Adventure of the Devil's Foot, 1917) di Arthur Conan Doyle
- Il problema del ponte dolorante (The Problem of the Sore Bridge... Among Others, 1975) di Philip J. Farmer
- L'avventura del viaggiatore integrale (The Adventure of the Global Traveler, 1978) di Anne Lear
- Il mistero del megadormitorio (The Great Dormitory Mystery, 1976) di Sharon N. Farber
- Hoka Holmes (The Adventures of the Misplaced Hound, 1953) di Poul Anderson e Gordon R. Dickson
- La cosa che aspetta fuori (The Thing Waiting Outside, 1977) di Barbara Williamson
- L'isola di Van Ouisthoven (A Father's Tale, 1974) di Sterling E. Lanier
- Il caso dell'extraterrestre (The Adventure of the Extraterrestrial, 1965) di Mack Reynolds
- Un bozzetto di Scarletin (A Scarletin Study, 1975) di Philip J. Farmer
- Voci dall'alto (Voice Over, 1984) di Edward Wellen
- Il caso dell'assassino di metallo (The Adventures of the Metal Murdered, 1979) di Fred Saberhagen
- Schiavi d'argento (Slaves of Silver, 1971) di Gene Wolfe
- Il dio dell'unicorno nudo (God of the Naked Unicorn, 1976) di Richard Lupoff
- Morte nell'ora del Natale (Death in the Christmas Hour, 1982) di James Powell
- L'estremo delitto (The Ultimate Crime, 1976) di Isaac Asimov.

## Racconti in dettaglio

### L'avventura della zampa del diavolo(The Adventure of the Devil's Foot)
Racconto già presente in L'ultimo saluto di Sherlock Holmes. Apparso originariamente su The Strand, dicembre 1910.

#### Trama
Holmes e il Dr. Watson si ritrovano a Poldhu in Cornovaglia per una vacanza di salute del primo. Una mattina Mortimer Tregennis, un signorotto del luogo, e Mr. Roundhay, il parroco, riferiscono a Holmes che i fratelli di Tregennis, George e Owen, sono improvvisamente impazziti e la sorella Brenda è morta, apparentemente di terrore. Tregennis era andato a trovarli nel loro villaggio la sera prima, e il giorno seguente li aveva trovati in quello stato. Holmes viene a sapere di un contenzioso tra i fratelli e Tregennis , ma quest'ultimo spiega che tutto è stato sistemato. Nel frattempo il Dr. Leon Sterndale si reca da Holmes per conoscere gli sviluppi del caso; l'uomo, famoso cacciatore, esploratore, nonché amico di Brenda, ha interrotto la sua partenza per l'Africa per tornare al villaggio non appena gli è giunta la notizia della tragedia. Il mattino seguente anche Mortimer Tregennis viene trovato morto come la sorella. Holmes e Watson si precipitano nella stanza di Mortimer e la trovano sporca e soffocante, anche se la finestra è stata aperta. Una lampada sta bruciando sul tavolo accanto al morto. Dopo aver perquisito la stanza, Holmes capisce che le morti sono dovute al bruciare di un qualche veleno posto nel camino della stanza dei fratelli e nella lampada della camera di Mortimer, e decide di provarlo sulla sua stessa pelle, comprando una lampada e facendo bruciare il veleno ritrovato nella stanza di Mortimer. 
Holmes deduce come le vittime sono morte o impazzite e perché le persone presenti quando le stanze della morte sono state aperte sono svenute o si sono sentite male in ogni caso. Mette alla prova le sue ipotesi acquistando una lampada come quella nella stanza di Tregennis, accendendola e mettendo alcune delle "ceneri" raccolte sulla protezione antifumo. Il fumo di questa polvere è un veleno così potente che Holmes sviene immediatamente. Watson è in grado di resistere e trascina Holmes fuori dalla stanza appena in tempo. È chiaro a Holmes che Mortimer Tregennis ha avvelenato i suoi fratelli, ma chi ha ucciso Mortimer?
Holmes e Watson vengono raggiunti nel giardino dal signor Sterndale. L'esploratore, dopo essere stato accusato da Holmes di essere il colpevole dell'omicidio di Tregennis, confessa: amava Brenda da anni (ma non era stato in grado di sposarla a causa delle attuali leggi sul matrimonio che gli impedivano di divorziare dalla moglie anche se lei lo aveva abbandonato anni fa) e ha ucciso Mortimer per vendicarsi del crudele omicidio.
Il veleno si chiama Radix pedis diaboli ("radice del piede del diavolo" in latino), Sterndale lo ha raccolto dall'Africa per curiosità. Il contenuto tossico della radice della pianta viene vaporizzato dal calore e diffuso nell'atmosfera locale. Una volta spiegò a Mortimer di cosa si trattava e di cosa era capace. Mortimer poi ne rubò un po' per uccidere i suoi fratelli gettandolo sul fuoco poco prima di andarsene. Mortimer pensò che Sterndale sarebbe stato in mare prima che arrivassero le notizie a Plymouth, ma Sterndale riconobbe gli effetti del veleno dalla descrizione della tragedia del parroco e dedusse subito quello che era successo.
Holmes concede all'uomo di ripartire per l'Africa, senza denunciarlo alla polizia.

#### Adattamenti
L'avventura della zampa del diavolo è servito come base per un cortometraggio del 1921 con Eille Norwood nei panni di Sherlock Holmes, per un episodio della serie televisiva del 1965 con Douglas Wilmer (con Nigel Stock come Dr Watson e Patrick Troughton come Mortimer Tregennis), e un episodio del 1988 de Le avventure di Sherlock Holmes con Jeremy Brett.
L'avventura della zampa del diavolo è stato adattato anche per BBC Radio 4 nel 1994 da Bert Coules, interpretato da Clive Merrison come Holmes e Michael Williams come Watson, e con Patrick Allen come Leon Sterndale, Geoffrey Beevers come reverendo Roundhay e Sean Arnold nei panni di Mortimer Tregennis.

### Il problema del ponte dolorante(The Problem of the Sore Bridge... Among Others)
Apparso originariamente su Fantasy & Science Fiction, settembre 1975.

#### Trama
Il ladro gentiluomo A. J. Raffles ed il suo compagno Manders incontrano uno strano uomo, il signor James Phillimore, che gli aveva venduto alcuni grandi gioielli, zaffiri stellari. Ma sia l'uomo che i gioielli non sono ciò che fingono o sembrano essere...
In questo racconto il grande detective appare solo di sfuggita conducendo una specie di gara investigativa con il ladro gentiluomo.

### L'avventura del viaggiatore integrale(The Adventure of the Global Traveler)
Apparso originariamente su Isaac Asimov’s Science Fiction Magazine, settembre-ottobre 1978.

#### Trama
Se la caduta del professor Moriarty alle cascate di Reichenbach non fosse stata fatale, e il Napoleone del crimine non fosse morto in quella circostanza, ma avesse continuato a ideare ingegnosi crimini servendosi di una sua invenzione: una macchina del tempo? Ciò significa che una serie di eventi passati e futuri potrebbero essere stati modificati dal malvagio professore... ma quali? La risposta potrebbe risolvere un enigma che affascina gli studiosi da secoli: chi è il misterioso terzo sicario del Macbeth?
In questo racconto, il professor Moriarty non muore alle cascate di Reichenbach, ma con l'aiuto del colonnello Moran torna in patria e si nasconde all'interno di una comunità scientifica, dove mette a punto una straordinaria invenzione: una macchina per viaggiare nel tempo. Il sogno di qualunque ladro, avere la possibilità di rubare tesori inestimabili attraverso i secoli...
Ma qualcosa va storto, la macchina si rompe e Moriarty si trova faccia a faccia con William Shakespeare nel bel mezzo del Macbeth. Grazie alla sua buona memoria, il professore interpreta il ruolo del terzo sicario, ma se prima di allora non esisteva, allora chi ne ha scritto le battute?

### Il mistero del megadormitorio(The Great Dormitory Mystery)
Apparso originariamente su Ellery Queen’s Mystery Magazine, dicembre 1976.

#### Trama
Racconto umoristico molto breve. Che cosa avviene in un dormitorio studentesco durante le notti di luna piena? Perché sono stati trovati cadaveri di studenti con tracce di pneumatici? Sono morti schiacciati da un’auto fantasma? E come, visto che le stanze degli studenti si trovano al quarto piano?

### Hoka Holmes(The Adventures of the Misplaced Hound)
Facente parte del ciclo Hoka Sapiens. Universe Science Fiction, dicembre 1953.

#### Trama
Il pianeta Toka è abitato dagli ursidi Hoka e dai rettili Slissi. Mentre gli Slissi sono tendenzialmente guerrafondai, gli Hoka sembrano essere più intelligenti e desiderosi di inserirsi nella lega Interesseri, che racchiude gli esseri senzienti dell'universo.
Il problema con gli Hoka è che pare non conoscano la differenza tra realtà e finzione letteraria, pertanto, giunti in contatto con la letteratura e il cinema terrestre, si autoconvincono che il modo più corretto di comportarsi sia quello mostrato nei film e romanzi, comportandosi in tutto e per tutto di conseguenza.
Il detective interstellare Whitcomb Geoffrey deve indagare su uno spacciatore di nixlina. Lo spacciatore "ppusjano" utilizza Toka come base per le sue compravendite. Tra le varie cittadine create volutamente (per portare la civiltà Hoka ad un livello industriale), vi è anche la Londra di Sherlock Holmes. Jones prende contatto con Scotland Yard e Hoka Holmes e, nella tenuta di Baskerville, troveranno lo spacciatore.

### La cosa che aspetta fuori(The Thing Waiting Outside)
Apparso originariamente su Ellery Queen’s Mystery Magazine, maggio 1977.

#### Trama
Racconto breve in cui due bambini, fratello e sorella, hanno davvero una fervida immaginazione, tanto che aprendo Il mastino dei Baskerville hanno modo di vivere una piccola avventura.

### L'isola di Van Ouisthoven(A Father's Tale)
Apparso originariamente su Fantasy & Science Fiction, luglio 1974.

#### Trama
Il brigadiere Ffellowes narra il viaggio di suo padre che salva un misterioso naufrago (Sherlock Holmes sotto mentite spoglie) e che finirà in un'isola popolata da strane creature.

### Il caso dell'extraterrestre(The Adventure of the Extraterrestrial)
Apparso originariamente su Analog, luglio 1965.

#### Trama
Sherlock indaga, per conto di Sir Alexander Nordwood, sulla presenza o meno di alieni a Londra, precisamente al British Museum.

### Un bozzetto di Scarletin(A Scarletin Study)
Apparso originariamente su Fantasy & Science Fiction, marzo 1975.

#### Trama
Stavolta l'investigatore privato è un intelligente cane poliziotto in grado di comunicare grazie ad un sofisticato congegno tecnologico, che pratica la scienza dell'odorologia e indaga sul criptico quadro di Scarletin, visto che è scomparso proprio l'autore.

### Voci dall'alto(Voice Over)
Racconto scritto espressamente per quest’antologia nel 1984.

#### Trama
Stavolta Holmes e Watson si imbattono in un curioso caso di omicidio 'psicologico' il cui autore forse proviene dal pianeta Venere.

### Il caso dell'assassino di metallo(The Adventures of the Metal Murdered)
Apparso originariamente su Omni, gennaio 1980.

#### Trama
Holmes è coinvolto in una indagine su un cyborg assassino che si nasconde a Londra.

### Schiavi d'argento(Slaves of Silver)
Apparso originariamente su If, marzo 1971.

#### Trama
L'investigatore privato March B. Street indaga su un caso di furti di robot.

### Il dio dell'unicorno nudo(God of the Naked Unicorn)
Apparso originariamente su Fantastic, agosto 1976. 

#### Trama
Watson, dopo il ritiro di Holmes, accetta l'incarico di indagare sulla sparizione della statua Il dio dell'unicorno nudo ed arriverà a conoscere Doc Savage.

### Morte nell'ora del Natale(Death in the Christmas Hour)
Apparso originariamente su Ellery Queen’s Mystery Magazine, 1982

#### Trama
Stavolta Sherlock Holmes ha le sembianze di un giocattolo che si risveglia in una vetrina di Natale e, assieme all'orsacchiotto Teddy, indaga sull'omicidio della moglie di Pulcinella. Sono sospettati: Ratapla, il capitano dei soldatini di metallo; Jack, il pupazzo a molla; Pulcinella stesso e Gretta, la ballerina del carillon.

### L'estremo delitto(The Ultimate Crime)
Racconto facente parte del ciclo dei Vedovi Neri. Il racconto è stato pubblicato per la prima volta in Italia nella raccolta Largo ai Vedovi Neri.

#### Trama
Durante una delle riunioni dei Vedovi Neri uno dei partecipanti, un Irregular of Baker Street, cerca la loro collaborazione per risolvere un mistero intrigante: di cosa parla Moriarty nel suo famoso trattato La dinamica di un asteroide? E perché non ne è giunta traccia ai giorni nostri?